# Iliya Munin
Iliya Munin (tiếng Bulgaria: Илия Мунин; sinh 16 tháng 1 năm 1993 ở Dobrinishte) là một cầu thủ bóng đá Bulgaria thi đấu ở vị trí hậu vệ cho Vereya.

## Thống kê sự nghiệp

### Câu lạc bộ
Tính đến  10 tháng 1 năm 2015
| Câu lạc bộ         | Mùa giải | Hạng đấu | Giải vô địch | Giải vô địch | Cúp bóng đá Bulgaria | Cúp bóng đá Bulgaria | Châu Âu | Châu Âu   | Tổng    | Tổng      |
| Câu lạc bộ         | Mùa giải | Hạng đấu | Số trận      | Bàn thắng    | Số trận              | Bàn thắng            | Số trận | Bàn thắng | Số trận | Bàn thắng |
| ------------------ | -------- | -------- | ------------ | ------------ | -------------------- | -------------------- | ------- | --------- | ------- | --------- |
| Lyubimets 2007     | 2012–13  | B Group  | 12           | 0            | 0                    | 0                    | –       | –         | 12      | 0         |
| Lyubimets 2007     | 2013–14  | A Group  | 13           | 0            | 1                    | 0                    | –       | –         | 14      | 0         |
| Beroe Stara Zagora | 2013–14  | A Group  | 4            | 0            | 0                    | 0                    | –       | –         | 4       | 0         |
| Beroe Stara Zagora | 2014–15  | A Group  | 7            | 0            | 0                    | 0                    | –       | –         | 7       | 0         |
| Litex Lovech       | 2014–15  | A Group  | 0            | 0            | 0                    | 0                    | –       | –         | 0       | 0         |
| Litex Lovech       | 2015–16  | A Group  | 0            | 0            | 0                    | 0                    | 0       | 0         | 0       | 0         |
| Tổng               | Bulgaria | Bulgaria | 36           | 0            | 1                    | 0                    | 0       | 0         | 37      | 0         |